# Rezervația naturală de plante medicinale Rosoșeni
Rosoșeni este o rezervație naturală de plante medicinale în raionul Briceni, Republica Moldova. Este amplasată în ocolul silvic Briceni, Rosoșeni, parcelele 2, 5, 6, 8, 9. Are o suprafață de 368 ha. Obiectul este administrat de Gospodăria Silvică de Stat Edineț.